# Watheroo-Nationalpark
Der Watheroo-Nationalpark (englisch Watheroo National Park) ist ein 443 Quadratkilometer großer Nationalpark im Westen von Western Australia, Australien.

## Lage
Der Park liegt etwa 200 Kilometer nördlich von Perth und 50 Kilometer nördlich von Moora. Der nächstgelegene Ort ist das gleichnamige Watheroo etwa zehn Kilometer östlich. Der Park ist aus allen Richtungen über Schotterpisten zugänglich.

## Park
Hauptattraktion des Watheroo-Nationalparks ist die Jingamia Cave. Daneben findet man im Park eine abwechslungsreiche Landschaft angefangen von heidebewachsenen Sandebenen über Banksien- und Malleedickicht bis hin zu hohen Powderbarkbäume im Westen. Zwischen Juli und November blühen die zahllosen Wildblumen.